# Rob Affuso
Rob Affuso, nome completo Robert James Affuso (New York, 1º marzo 1963), è un batterista heavy metal statunitense, noto per essere stato il batterista degli Skid Row.

## Biografia
Prima di raggiungere gli Skid Row, Affuso frequentava l'università a New York e viveva a Wallkill, New York, dove suonava la batteria in una tribute band dei Rush chiamata Minstrel. Nel 1993 partecipò come ospite al disco solista del bassista dei Guns N'Roses Duff McKagan intitolato Believe in Me, nel quale parteciparono anche Sebastian Bach e Dave Sabo, oltre ad altri ospiti illustri come Lenny Kravitz, Slash, Jeff Beck ed altri. L'anno seguente apparì come ospite anche all'album solista di Gilby Clarke, chitarrista dei Guns N' Roses Pawnshop Guitars. Affuso lasciò la band nel 1996 a seguito del suo scioglimento. Nel 1998 suonò con gli Ozone Monday, gruppo composto da tutti i membri degli Skid Row escluso Sebastian Bach, e con un certo Sean McCabe alla voce. In seguito venne sostituito in questa band da Charlie Mills, che successivamente suonò anche nella riunione degli Skid Row nel 1999. Dopo aver sciolto i rapporti con gli Skid Row, Rob abbandonò la musica per lavorare in un'azienda di marketing. Inoltre entrò in possesso di una tenuta per cavalli nei pressi di New York.

## Discografia

### Con gli Skid Row

#### In studio
- Skid Row (1989)
- Slave to the Grind (1991)
- B-Side Ourselves (1992)
- Subhuman Race (1994)

#### Live
- Subhuman Beings on Tour!! (1995)

#### Raccolte
- 40 Seasons: The Best of Skid Row (1998)

#### Partecipazioni
- Mötley Crüe - Dr. Feelgood (1989)
- Varii artisti - Stairway to Heaven/Highway to Hell (1989)
- Varii artisti - A Tribute to The Priest (2002)
- Varii artisti - A Tribute to the Creatures of the Night (2002)

### Altri album
- Duff McKagan - Believe in Me (1993)
- Gilby Clarke - Pawnshop Guitars (1994)